# Someday My Prince Will Come
«Someday My Prince Will Come» (с англ. — «Однажды придёт мой принц») — песня (вальс) из диснеевского мультфильма 1937 года «Белоснежка и семь гномов». Авторы песни: Фрэнк Черчилль (музыка) и Ларри Мори (стихи). В мультфильме песню исполнила 19-летняя Адриана Каселотти (озвучившая Белоснежку в мультфильме).
В рейтинге Американского института киноискусства «100 лучших песен из американских фильмов за 100 лет по версии AFI» песня заняла 19-е место среди величайших песен из фильмов всех времен. Среди песен из фильмов Диснея песня занимает второе место, после «When You Wish upon a Star» из мультфильма «Пиноккио» (1940). Вальс Белоснежки переведен на многие языки мира, исполнялся и продолжает исполняться десятками певцов, включая Луи Армстронга, Дайану Росс и Барбару Стрейзанд. Он также остаётся классикой мирового детского репертуара..

## История
Адриана Каселотти была привлечена к записи фильма «Белоснежка и семь гномов» после того, как она вмешалась в телефонный разговор своего отца со специалистом по поиску талантов и предложила свои услуги. Её детский голос (в тот момент ей было 18 лет) подошёл Диснею как нельзя лучше, все альтернативные певицы далеко перешагнули 30-летний порог. Она работала над фильмом за символическую плату в течение трёх лет, пока фильм находился в производстве.
Тем временем был выбран композитор фильма (Фрэнк Черчилль, уже прославившийся песнями к мультфильму «Три поросёнка», 1933 год), и Уолт Дисней поручил ему написать что-нибудь «причудливое», «привлекающее больше, чем горячие пирожки». В песне Каселотти исполняет «пронзительные верхние ноты» и «мягкое вибрато». Структура аккордов, лежащая в основе трогательно-лиричной мелодии (32-тактного вальса), имеет необычное качество, что привело к её популярности в джазовых кругах.
Песня впервые появляется в середине фильма (57:40), когда принцесса Белоснежка поёт песню на ночь о том, как принц, которого она встретила в замке, однажды вернётся за ней. Позже песня, звучит ещё дважды — когда Белоснежка печёт пирог и в финале.
После выхода мультфильма песня разделила его огромный успех и стала популярной сама по себе, как классика джаза, с 1939 по 1941 год было продано более 3,5 миллионов копий пластинок. После Второй мировой войны песню исполняли джазовые музыканты, в том числе в следующих альбомах.
- Дейв Брубек — Dave Digs Disney (1957)[2].
- Стэнли Кларк — Jazz in the Garden[3].
- Билл Эванс — Portrait in Jazz (1959)[2].
- Майлз Дэвис — Someday My Prince Will Come (1961)[2].
- Оскар Питерсон, Милт Джексон — Reunion Blues (1971)[2].
- Херби Хэнкок — The Piano (1978)[2].
- Барбра Стрейзанд — Barbra: The Concert (1994) и The Essential Barbra Streisand (2002).
- Энрико Пьеронунци — Live in Paris (2001)[2].
- Кит Джарретт — Up for It (2002)[2].
- Анастейша — Disneymania (2002).
- Эшли Тисдейл, Дрю Сили — Disneymania 4 (2006).
- Тиффани Торнтон — Snow White and the Seven Dwarfs: Diamond Edition DVD/Blu-ray (2009).

## Исполнение в СССР и в России
В СССР русский вариант песни («В чудных дальних краях») пела Зоя Рогозикова с оркестром п/у Александра Владимирцова. В инструментальном виде музыку песни записал оркестр Николая Минха, свою версию также записал ансамбль Давида Голощёкина.